# Eleição municipal de Itapetininga em 1982
A eleição municipal de Itapetininga em 1982 foi o 9.º pleito eleitoral realizado na história do município. Ocorreu oficialmente em 15 de novembro, sendo disputada em turno único. Independente da porcentagem de votos válidos obtida alcançar ou não a maioria absoluta, o candidato mais votado sairia vencedor do pleito. 
Um total de 37 390 eleitores compunham o eleitorado itapetiningano apto a votar para eleger 1 prefeito, 1 vice–prefeito e 15 vereadores para a Câmara Municipal em 1982. 

## Candidaturas oficiais
| Nome                    | Partido | Vice         | Situação   |
| ----------------------- | ------- | ------------ | ---------- |
| José Ozi                | PDS     | desconhecido | Não eleito |
| José Ribeiro            | PDS     | desconhecido | Não eleito |
| Raul Arthur Rocha       | PDS     | desconhecido | Não eleito |
| José Elias Prado        | PDS     | desconhecido | Não eleito |
| Hiram Ayres Monteiro    | PDS     | desconhecido | Não eleito |
| Eulálio Vieira          | PDS     | desconhecido | Não eleito |
| João Batista Siqueira   | PDT     | desconhecido | Não eleito |
| Dagoberto Gumarães Neto | PT      | desconhecido | Não eleito |
| Joaquim Aleixo Machado  | PMDB    | Miniuke Abe  | Eleito     |
| Darcy Pereira de Moraes | PMDB    | desconhecido | Não eleito |
| Hélcio de Almeida       | PMDB    | desconhecido | Não eleito |

## Resultados eleitorais

### Prefeito(a) eleito(a)
Joaquim Aleixo Machado, ex-prefeito de Itapetininga entre 1964 e 1969, conquistou 29,57% dos votos válidos e elegeu-se pela 2.ª vez para chefiar o Poder Executivo municipal. Seu mandato iniciou-se em 1.º de fevereiro de 1983 e encerrou-se em 31 de dezembro de 1988.
| Candidatos a prefeito(a)   | Candidatos a prefeito(a)       | Candidatos a vice-prefeito(a) | Votação | Votação     |
| Candidatos a prefeito(a)   | Candidatos a prefeito(a)       | Candidatos a vice-prefeito(a) | Total   | Porcentagem |
| -------------------------- | ------------------------------ | ----------------------------- | ------- | ----------- |
|                            | Joaquim Aleixo Machado (PMDB)  | Miniuke Abe (PMDB)            | 9 409   | 29,57%      |
|                            | José Ozi (PDS)                 | desconhecido(a)               | 5 617   | 17,65%      |
|                            | José Ribeiro (PDS)             | desconhecido(a)               | 5 021   | 15,78%      |
|                            | Darcy Pereira de Moraes (PMDB) | desconhecido(a)               | 4 124   | 12,96%      |
|                            | Hélcio de Almeida (PMDB)       | desconhecido(a)               | 3 916   | 12,30%      |
|                            | Raul Arthur Rocha (PDS)        | desconhecido(a)               | 1 599   | 5,02%       |
|                            | Dagoberto Guimarães Neto (PT)  | desconhecido(a)               | 910     | 2,86%       |
|                            | José Elias Prado (PDS)         | desconhecido(a)               | 552     | 1,73%       |
|                            | Hiram Ayres Monteiro (PDS)     | desconhecido(a)               | 470     | 1,48%       |
|                            | Eulálio Vieira (PDS)           | desconhecido(a)               | 153     | 0,48%       |
|                            | João Batista Siqueira (PDT)    | desconhecido(a)               | 53      | 0,17%       |
| Total de votos válidos     | Total de votos válidos         | Total de votos válidos        | 31 824  | 31 824      |
| Votos apurados             |                                |                               |         |             |
| Votos válidos              | Votos válidos                  | Votos válidos                 | 31 824  | 92,59%      |
| Votos em branco            | Votos em branco                | Votos em branco               | 1 610   | 4,68%       |
| Votos nulos                | Votos nulos                    | Votos nulos                   | 940     | 2,73%       |
| Total de votos apurados    | Total de votos apurados        | Total de votos apurados       | 34 374  | 34 374      |
| Participação do eleitorado |                                |                               |         |             |
| Comparecimentos            | Comparecimentos                | Comparecimentos               | 34 374  | 91,93%      |
| Abstenções                 | Abstenções                     | Abstenções                    | 3 016   | 8,07%       |
| Total de eleitores aptos   | Total de eleitores aptos       | Total de eleitores aptos      | 37 390  | 37 390      |
| Fonte: Fundação SEADE      |                                |                               |         |             |

### Vereadores (re)eleitos
Abaixo encontram-se os resultados obtidos por cada partido e o tamanho das bancadas eleitas na Câmara Municipal para a 9.ª legislatura, iniciada em 1 de janeiro de 1983 e concluída em 31 de dezembro de 1988:
| Nome                      | Partido | Votos Totais | Porcentagem | Situação    |
| ------------------------- | ------- | ------------ | ----------- | ----------- |
| José Maria                | PMDB    | 1 332        | 3,88%       | Eleito(a)   |
| Moacir de Oliveira        | PMDB    | 1 109        | 3,23%       | Eleito(a)   |
| Theodoro Claro            | PMDB    | 968          | 2,82%       | Eleito(a)   |
| Amadeu Rodrigues          | PMDB    | 963          | 2,80%       | Eleito(a)   |
| Reni Monteiro             | PMDB    | 770          | 2,24%       | Eleito(a)   |
| Paulo Ozi                 | PDS     | 763          | 2,22%       | Reeleito(a) |
| Valdir de Almeida         | PDS     | 714          | 2,08%       | Eleito(a)   |
| Celso Thibes              | PMDB    | 711          | 2,07%       | Eleito(a)   |
| José Rubens               | PMDB    | 609          | 1,77%       | Eleito(a)   |
| Cezar Gunther             | PMDB    | 607          | 1,77%       | Eleito(a)   |
| João Francisco de Proença | PMDB    | 590          | 1,72%       | Eleito(a)   |
| Francisco Alves Vêi       | PDS     | 500          | 1,45%       | Eleito(a)   |
| Antônio Camargo           | PDS     | 495          | 1,44%       | Eleito(a)   |
| Alceu Tambelli            | PDS     | 471          | 1,37%       | Reeleito(a) |
| Antônio Ruivo             | PDS     | 468          | 1,36%       | Eleito(a)   |